# Иванов, Виктор Петрович (депутат)
Виктор Петрович Иванов (род. 17 марта 1938 года в городе Шахты Ростовской области, РСФСР, СССР) — российский политический деятель, депутат Государственной Думы ФС РФ первого созыва (1993—1995).

## Биография
В 1963 году получил высшее образование в Северо-Кавказском горно-металлургическом институте.
С 1963 по 1965 год работал в отделе главного металлурга п/я 20 в городе Рыбинске инженером. С 1965 по 1969 год работал на заводе «Радиоприбор» и в Водоканалуправлении города Владивостока энергетиком. С 1969 по 1974 год работал в профсоюзе рабочих местной промышленности и коммунально-бытовых предприятий Приморского краевого совета профсоюзов секретарём.
С 1974 по 1976 год работал в Приморском краевом комитете КПСС инструктором отдела пропаганды. С 1976 по 1983 год работал в Энергоуправлении «Приморкоммунэнерго» города Владивостока старшим инженером. С 1983 по 1985 год работал на Серпуховской суконной фабрике энергетиком. С 1985 по 1990 год работал в Доме концертных организаций РСФСР энергетиком. В 1990 году работал в «Юридической газете» заместителем главного редактора.
В 1993 году был избран депутатом Государственной думы Федерального Собрания Российской Федерации первого созыва. В Государственной думе был членом комитета по организации работы Государственной Думы, входил во фракцию ЛДПР.